# Ariadna abrilae
Ariadna abrilae là một loài nhện trong họ Segestriidae.
Loài này thuộc chi Ariadna. Ariadna abrilae được Cristian J. Grismado miêu tả năm 2008.